# Wąż wielkooki
Wąż wielkooki (Bogertophis subocularis) – gatunek niejadowitego węża z rodziny połozowatych (Colubridae). Występuje w Ameryce Północnej na pograniczu amerykańsko-meksykańskim. Angielska nazwa tego węża to Trans-Pecos Rat Snake. Znany jest również pod wcześniejszą nazwą połoz wielkooki (Elaphe subocularis).
Wyróżniane są dwa podgatunki różniące się ubarwieniem podstawowym i wzorem na ciele.
- Bogertophis subocularis amplinotus Webb, 1990
- Bogertophis subocularis subocularis (Brown, 1901)

Dorosłe osobniki osiągają 90–140 cm długości. Najdłuższy zmierzony okaz miał 167,4 cm. Młode węże po urodzeniu mierzą około 30 cm. Węże te żywią się małymi gryzoniami i jaszczurkami. Charakteryzują się szczupłym, okrągłym w przekroju ciałem, i owalną, dużą głową. Wąż ten posiada duże oczy z okrągłymi czarnymi źrenicami. Za głową, na karku, ku tyłowi ciągną się dwa ciemnobrązowe lub czarne pasy. Dalej przechodzą one na resztę ciała, łącząc się z typowym wzorem przypominając pogrubioną literę H.
Samice składają około 10 jaj wielkości 5–7 cm. Młode wylęgają się po około 100 dniach. Żyją na terenach piaszczystych i skalistych, które preferują, mogą egzystować nawet z dala od źródeł wody.
Liczebność węży wielkookich spada.